# 伊澤蘭軒 (小説)
『伊澤蘭軒』（いざわらんけん）は、森鷗外による史伝。鷗外の小説中の最長作である。
「東京日日新聞」「大阪毎日新聞」に1916年6月25日 - 1917年9月5日に連載され、1923年6月、鷗外全集刊行会（代表：与謝野寛）による第一次『鷗外全集』第八巻に収載された。

## 執筆の動機
『渋江抽斎』の執筆を通じ、史伝の方法に自信を持った鷗外は、抽斎の医学の師である伊沢蘭軒と、その周囲の人々についても執筆することを企図した。すでに『渋江抽斎』の12-26章で、伊沢蘭軒を読者に紹介しているため、蘭軒とは何者かという解説なしに始まる。「材料の扱方に於て、素人歴史家たるわたくしは我儘勝手な道を行くことゝする。路に迷つても好い。もし進退維れ谷まつたら、わたくしはそこに筆を棄てよう。所謂行當ばつたりである。これを無態度の態度と謂ふ。無態度の態度は、傍より看れば其道が險惡でもあり危殆でもあらう。しかし素人歴史家は樂天家である」とその執筆姿勢が説明されている。

## 主な新版
- 『伊沢蘭軒　鴎外歴史文学集　第6・7・8・9巻』岩波書店、2000-2002年

福島理子・藤実久美子・村上哲見・山崎一穎による詳細な注・解説
- 『伊沢蘭軒（上・下）』「森鴎外全集 7・8」ちくま文庫、1996年

## 内容
| 1-2    |              |           | 前書き。これまでの蘭軒伝について。                           |
| 3-9    | 天文10-明和5 | 1541-1768 | 伊沢家の先祖                                                 |
| 10     | 安永6        | 1777      | 江戸住みの福山藩医の父伊沢信階と、母曾能の間に蘭軒誕生。     |
| 12     | 天明         |           | 蘭軒は儒学を泉豊洲に学ぶ。同門の友が狩谷棭斎。               |
| 13-18  | 寛政9        | 1798      | 18歳の頼山陽が伊沢家の食客となった。蘭軒21歳。               |
| 23     | 文化1        | 1804      | 長男槙軒誕生。これより前に蘭軒は妻、益と結婚。               |
| 24-27  | 文化1        | 1804      | 菅茶山が江戸に来た。蘭軒との交際の始まり。                   |
| 29-54  | 文化3-4      | 1806-7    | 長崎奉行の赴任に随行し、長崎へ旅。                           |
| 54     | 文化4        | 1807      | 蘭軒は江戸に帰る。旅の間に父信階と母曾能が没。               |
| 57     | 文化7        | 1810      | 三男柏軒誕生。                                               |
| 70-75  | 文化11-12    | 1814-5    | 茶山が再び江戸へ。                                           |
| 87-90  | 宝暦12-天保7 | 1762-1836 | 池田錦橋とその子京水の伝。                                   |
| 112-24 | 文政4        | 1821      | 棭斎が関西へ旅。                                             |
| 118-23 | 文化10-文政4 | 1813-21   | 北条霞亭の伝。                                               |
| 136-50 | 延宝8-文政6  | 1680-1823 | 北条霞亭の伝の続き。                                         |
| 179    | 文政10       | 1827      | 菅茶山没。80歳                                               |
| 187    | 文政12       | 1829      | 蘭軒没。次男常三郎や妻益と同じ熱病か。53歳                   |
| 194    | 文政12       | 1829      | 長男槙軒が26歳で家督を継ぐ。                                 |
| 203-12 | 天保3        | 1832      | 頼山陽没。53歳                                               |
| 212    | 天保5        | 1834      | 棠軒が田中家に生まれる。                                     |
| 213-5  | 天保6        | 1835      | 狩谷棭斎没。61歳                                             |
| 218-41 | 寛保2-天保7  | 1742-1836 | 池田錦橋とその子京水の伝。                                   |
| 241    | 天保7        | 1836      | 伊沢家の主君、福山藩阿部家は、正寧にかわって阿部正弘が藩主。 |
| 247    | 天保14       | 1843      | 阿部正弘が老中。25歳。                                       |
| 256    | 嘉永2        | 1849      | 槙軒の娘婿に、池田京水の七男全安を迎える。                   |
| 257    | 嘉永2        | 1849      | 蘭軒の友、小島宝素没。                                       |
| 260    | 嘉永5        | 1852      | 棠軒が伊沢槙軒の養子になる。                                 |
| 261    | 嘉永5        | 1852      | 伊沢槙軒没。49歳                                             |
| 282    | 嘉永6        | 1853      | 棠軒が家督相続。阿部正弘の侍医となる。ペリー来航。           |
| 287-91 | 安政2        | 1855      | 江戸に安政の大地震。                                         |
| 293    | 安政3        | 1856      | 柏軒、阿部正弘の侍医となる。                                 |
| 296    | 安政4        | 1857      | 老中阿部正弘病死。39歳                                       |
| 306    | 安政5        | 1858      | 蘭軒の高弟、渋江抽斎没。54歳                                 |
| 309    | 安政6        | 1859      | 棠軒の子、徳（めぐむ）さん誕生。                             |
| 313    | 文久3        | 1863      | 徳川家茂上洛。柏軒も随行。                                   |
| 321    | 文久3        | 1863      | 京都で柏軒没。54歳                                           |
| 327-35 | 寛政4-明治37 | 1794-1904 | 柏軒の門人たち。                                             |
| 335    | 慶応1        | 1865      | 以後は棠軒が主人公。                                         |
| 336    | 慶応2-明治1  | 1866-8    | 棠軒、長州征討へ同行。戊辰戦争。                             |
| 337-44 | 明治1-2      | 1868-9    | 棠軒、函館戦争へ。                                           |
| 345-65 | 明治2-8      | 1869-75   | 棠軒の日記                                                   |
| 367    | 明治8        | 1875      | 棠軒没。42歳                                                 |
| 368    | 明治9-大正6  | 1876-1917 | 徳さんの生涯。                                               |
| 369-71 |              |           | 後記                                                         |

## おもな登場人物
| 菅茶山   | 1748-1827 | 福山藩の儒者。備後の神辺で廉塾を開く。時々江戸に来る。                                                                   |
| 狩谷棭斎 | 1775-1835 | 子供時代からの蘭軒の友人。町人学者で考証家。                                                                             |
| 伊沢蘭軒 | 1777-1829 | 主人公。医師で儒学者。足疾で30代後半以後歩行不能。                                                                       |
| 北条霞亭 | 1780-1823 | 志摩出身で菅茶山の弟子。江戸に出て蘭軒と知り合う。鴎外はこの小説のみでは不満で、後年さらに『北条霞亭』を書く。           |
| 頼山陽   | 1781-1832 | 大坂生まれ広島育ち。1797年から1年江戸に遊学。1809年から1年余神辺の茶山門下にいたが京都に出奔、1826年『日本外史』を完成。 |
| 伊沢榛軒 | 1804-1852 | 蘭軒の長男。生涯に大事件なし。著作も残さず。                                                                             |
| 伊沢柏軒 | 1810-1863 | 蘭軒の三男。老中阿部正弘の主治医となったが、正弘は病死。                                                                 |
| 伊沢棠軒 | 1834-1875 | 槙軒の養子。長州征討や函館戦争に従軍。                                                                                   |

## 評価
- 石川淳は、初期の評論『森鷗外』で「『蘭軒』全篇を領するものは異様な沈静である。作者の心の沈潜して行く度合が次第にいらだたしく読者の心を刺戟して来るであろう。このおちつきはらった作品は読者にわれを忘れさせないところに魅力をもっている」「（『抽斎』が持っていた）世界像は築かれるに至らないとしても、蘭軒という人間像をめぐって整理された素材の粛々たる行列がある」と評した[3]。
- 鷗外の次女・小堀杏奴は、『不遇の人 鷗外』で「その後『北条霞亭』も読了し、改めてこの三作を胸中比較して見ると、勿論、各人、好みの問題だが、私には最初の印象通り、『伊澤蘭軒』が、抜群によかった。」と述べた[4]。
- 松本清張は、晩年の評論『両像・森鷗外』で「『抽斎』の手法があるから、『蘭軒』のプランも、方眼紙に引かれた設計図のように大安心である」としつつ、「蘭軒伝の圧巻は池田京水の謎の解決である」と述べ、『抽斎』の途中で一旦行き詰まっていた京水関連の探索が本作半ばで打開されたことを「鷗外の執念」と評した[5]。

## エピソード
「その三百三」で、鷗外は「朽木三助」なる広島県在住の人物より、阿部正弘の死は井伊直弼の陰謀によるものだとの手紙を受け取ったが、それは事実ではない旨の返信をした。その直後、朽木の死を知らせる手紙を受け取った、というやりとりを記述している。この「朽木三助の手紙」は当時中学生だった井伏鱒二が仕掛けたいたずらであったことがのちに井伏によって明らかにされた。